# 프리드리히 메르츠
요아힘프리드리히 마르틴 요제프 메르츠(독일어: Joachim-Friedrich Martin Josef Merz, 독일어 발음: [joˈaxɪm ˈfʁiːdʁɪç ˈmɛɐts], 1955년 11월 11일~)는 독일의 법조인, 정치인이다. 독일 기독교민주연합(CDU; 이하 기민련) 소속으로, 1989년부터 1994년까지 유럽 의회 의원을 지냈으며, 1994년부터 2009년까지 국회의원을 지냈다. 2000년부터 2002년까지 기민련 원내대표를 맡기도 했다. 2018년 기민련 전당대회에 출마했으나 2위로 낙선했으며, 2021년에도 재출마했으나 아르민 라셰트에 밀려 또 2위로 낙선했다.

## 경력
1972년 기민련 청년당에 입당했으며, 1979년 안데스산맥에서 여행 중이던 청년 당원들이 결성한 안데스 모임(Andean Pact) 내에서 명성을 떨쳤다. 1985년 법대를 졸업한 이후 판사 및 회사 변호사로 활동했으며, 1989년 유럽 의회 의원으로 당선되어 정계에 입문했다. 1선 유럽 의원을 지내다가 국회의원으로 당선되었으며, 이후 기민련 내에서 금융정책 분야의 전문가로 이름을 알리기 시작했다. 2000년 자신의 라이벌이던 앙겔라 메르켈이 기민련의 대표로 선출되자, 메르츠는 원내대표로 선출되었다. 원내 야권대표를 지내기도 했으나, 2002년 메르켈을 지지하는 차원에서 사임하고 정계에서 은퇴했다. 이후 법조인 활동에 전념하며 2009년 총선에는 불출마하고 국회의원으로서도 완전히 은퇴하였다. 2004년 메이어 브라운의 수석 변호사가 되었으며, 기업 인수·합병, 금융회계, 준수 분야에 전념했다. 2018년 정계 복귀를 선언했다. 2025년 총선에서 승리를 하여 연방총리가 되었다. 
스스로를 사회보수주의, 경제적 자유주의자임을 자처하며, 기민련 내에서도 강성우익, 친기업 세력을 대변하고 있다. 독일-미국 관계의 이해와 대서양주의를 지지하는 아틀란틱브뤼케의 의장이기도 한 그는 확고한 유럽 연합 및 나토 지지자이며, 스스로를 "진정한 유럽인이자 범대서양주의자"임을 자처한다. 보다 강한 연합 및 "유럽을 위한 군대"를 지지하기도 한다.
독실한 천주교인이며, 프랑스 위그노계 모친을 두고 있다. 아내이자 판사인 샤를로테 메르츠와의 슬하에 3명의 자녀를 두고 있다. 회사 변호사 경력을 통해 갑부가 되었으며, 두 대의 자가용 비행기를 보유하고 있는 비행사이기도 하다.

## 역대 선거 결과
| 선거명      | 직책명                           | 대수 | 정당                | 득표율 | 득표수   | 결과 | 당락                         |
| ----------- | -------------------------------- | ---- | ------------------- | ------ | -------- | ---- | ---------------------------- |
| 1994년 선거 | 하원의원 (호흐자우어란트 선거구) | 13대 | 독일 기독교민주연합 | 54.3%  | -표      | 1위  | 호흐자우어란트 하원의원 당선 |
| 1998년 선거 | 하원의원 (호흐자우어란트 선거구) | 14대 | 독일 기독교민주연합 | 51.4%  | -표      | 1위  | 호흐자우어란트 하원의원 당선 |
| 2002년 선거 | 하원의원 (호흐자우어란트 선거구) | 15대 | 독일 기독교민주연합 | 53.7%  | -표      | 1위  | 호흐자우어란트 하원의원 당선 |
| 2005년 선거 | 하원의원 (호흐자우어란트 선거구) | 16대 | 독일 기독교민주연합 | 57.7%  | -표      | 1위  | 호흐자우어란트 하원의원 당선 |
| 2021년 선거 | 하원의원 (호흐자우어란트 선거구) | 20대 | 독일 기독교민주연합 | 40.4%  | 62,810표 | 1위  | 호흐자우어란트 하원의원 당선 |